# Craig T. Nelson
Craig Theodore Nelson (Spokane (Washington), 4 april 1944) is een Amerikaans acteur.
Nelson speelde de hoofdrol in de komische televisieserie Coach die tussen 1989 en 1997 liep op de Amerikaanse televisiezender ABC. In 1992 won hij voor deze rol een Emmy Award in de categorie beste komisch acteur. Tussen 2000 en 2004 speelde hij de rol van Chief Jack Mannion in de politieserie The District, die in Nederland uitgezonden werd door de NCRV en in Vlaanderen door VTM. In 2009 was hij te zien in drie afleveringen van CSI: Miami. Sinds 2 maart 2010 speelt hij de rol van de pater familias Zeek Braverman in de NBC televisieserie Parenthood.
Nelson is gehuwd met actrice Doria Cook-Nelson. Hij heeft drie kinderen uit een eerder huwelijk. Zijn zoon Noah is gehuwd met actrice Ashley Jones, die vanaf 2004 acteert in de soap The Bold and the Beautiful.

## Filmografie
- The Return of Count Yorga (1971) - Sgt. O'Connor
- ...And Justice for All (1979) - Frank Bowers
- Stir Crazy (1980) - Deputy Ward Wilson
- Where the Buffalo Roam (1980) - Cop on stand
- Private Benjamin (1980) - Capt. William Woodbridge
- Poltergeist (1982) - Steve Freeling
- Silkwood  (1983) - Winston
- All the Right Moves (1983) - Nickerson
- The Osterman Weekend (1983) - Bernard Osterman
- Call to Glory (1984) - Col. Raynor Sarnac
- The Killing Fields (1984) - Major Reeves
- Poltergeist II: The Other Side (1986) - Steve Freeling
- Red Riding Hood (1989) - Sir Godfrey/Percival
- Action Jackson (1988) - Peter Dellaplane
- Born on the Fourth of July (1989) - Marine officer
- Coach (1989 - 1997) Coach Hayden Fox
- Turner & Hooch (1989) - Chief Howard Hyde
- Troop Beverly Hills (1989) - Fred Nefler
- Fire Next Time (1993) - Fisherman
- Ghosts of Mississippi (1996) - Ed Peters
- I'm Not Rappaport (1996) - The Cowboy
- The Devil's Advocate (1997) - Alexander Cullen
- Family Guy (1999) - Zelf
- The Skulls (2000) - Litten Mandrake
- Dirty Pictures (2000, televisiefilm) - Simon Leis
- The District (2000 - 2004) - Chief Jack Mannion
- The Incredibles (2004) - Bob Parr / Mr. Incredible (stem)
- The Family Stone (2005) - Kelly Stone
- Blades of Glory (2007) - Coach
- My Name is Earl (2007) - Warden
- The Proposal (2009) - Joe Paxton
- CSI: NY (2009) - Robert Dunbrook
- Parenthood (2010-2015) - Zeek Braverman
- The Company Men (2010) - James Salinger
- Soul Surfer (2011) - Dr. Rovinsky
- Disney Infinity (2013) - Bob Parr / Mr. Incredible (stem)
- Young Sheldon (2019-2024) - Dale Ballard
- Book Club (2018) - Bruce Jutsum
- Incredibles 2 (2018) - Bob Parr / Mr. Incredible (stem)
- Book Club:The Next Chapter (2023) - Bruce

- Biblioteca Nacional de España: XX1429500
- Bibliothèque nationale de France: cb140332505 (data)
- Catàleg d'autoritats de noms i títols de Catalunya: 981058513898106706
- Gemeinsame Normdatei: 1048214974
- International Standard Name Identifier: 0000 0001 1494 780X
- Library of Congress Control Number: n85151586
- MusicBrainz: c80bbe44-c458-470a-9871-5c7895568418
- Nationale Bibliotheek van Tsjechië: xx0067378
- Nationale Bibliotheek van Israël: 987007428770105171
- Nationale Bibliotheek van Polen: a0000001719259
- Nederlandse Thesaurus van Auteursnamen: 071362894
- SNAC: w6j68cw3
- Système universitaire de documentation: 144838419
- Virtual International Authority File: 85739707
- WorldCat: E39PBJxRwq3WmrxtkcwKXDvCQq